# Laura Mancinelli
Laura Mancinelli (ˈlaura mantʃiˈnɛlli; Udine, 1933. december 18. – Torino, 2016. július 7.) olasz író, germanista, középkorkutató.
Ezen kívül egyetemi óraadó, fordító és esszéista is volt. Esszéit a középkor témaköre köré szőtt történetek tették ki. Írt még történelmi regényeket is.

## Élete
Laura Mancinelli 1933 Olaszországban, Udinében született, majd Roveretóban lakott négy évig, mielőtt családjával 1937 Torinóba költözött.
Egyetemi diplomáját 1956-ban a Torinói Egyetemen szerezte meg, témája a modern német irodalom volt.
Doktori fokozatának megszerzése után tovább tanult a témakörben, és 1969-ben megírta a Nibelung-ének. Problémák és értékek című esszéjét.
Az 1970-es években német nyelv- és irodalomórákat adott a Sassari Egyetemen, majd Ladislao Mittner hívására Velencében.
1976-ban Mancinellit kinevezték a Velencei Ca’ Foscari Egyetem német nyelvtörténeti tanszék vezetőjének.
Kollégája és barátja, Claudio Magris tanácsára 1972 elkezdte olaszra fordítani az eredeti alapján a Nibelung-éneket, amit 1978-ban Gottfried von Strassburg Tristan, 1989-ben pedig Hartmann von Aue Gregorius és Der arme Heinrich (Szegény Heinrich) című művei követtek.
Miután 1981 a német filológiai intézet vezetőjeként visszatért Torinóba, Laura Mancinelli elkezdett szépirodalmi műveket írni. Első művének az I dodici abati di Challant címet adta. Ezzel a könyvvel el is nyerte a Mondello-díjat. Ezt a történelmi témájú művet az író 1968-ban kezdte el írni. Ezt követte 1986-ban az Il fantasma di Mozart, majd 1989-ben az Il miracolo di santa Odilia.
2005-ben megkapta az Olasz Köztársaság Érdemrendjét.